# Лопухина, Екатерина Петровна
Екатерина Петровна Лопухина (11 (22) апреля 1783 — 21 июля (2 августа) 1830) — дочь сенатора, впоследствии светлейшего князя Петра Васильевича Лопухина и Прасковьи Ивановны (урождённой Левшиной).

## Биография
Родилась 11 апреля 1783 г.
Рано лишившись матери, воспитывалась под наблюдением мачехи Е. Н. Шетневой.
Вместе со старшей сестрой Анной, впоследствии фавориткой императора Павла I, впервые появилась в московском свете в 1797 году на торжествах по случаю коронации. Молодые Лопухины, красивые брюнетки, заинтересовали собою общество и обратили на себя внимание императора, отдавшего предпочтение старшей.

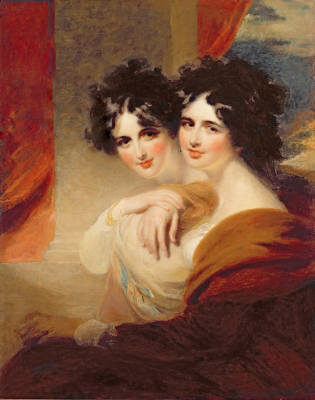
Портрет сестер Лопухиных в замужестве. Акварель кисти Харлоу 1804 года

Екатерина же притворилась, будто страстно влюблена в великого князя Александра и искала с ним встреч, хотя он тщательно избегал их. Это возбудило в Москве много толков, чтобы положить им конец, Павел I выдал Лопухину за Григория Демидова. Брак с богачём и с одним из самых приближенных к государю лиц, доставил Лопухиной видное положение в петербургском обществе. По словам современника, Демидов ревновал к целому свету, «свою молодую, прекрасную и меланхоличную жену».
Пережив мужа на три года, скончалась в Тайцах и похоронена на Лазаревском кладбище Александро-Невской лавры.
В браке имела детей:
- Прасковья Григорьевна (19.08.1798[3]—02.07.1848), фрейлина, замужем за А. А. Бехтеевым (Бахтеевым).
- Александр Григорьевич (1803—1853), полковник, надворный советник.
- Пётр Григорьевич (1807—1862), к его сыну Николаю, после смерти бездетно умершего брата бабушки, князя П. П. Лопухина, в 1873 году перешел княжеский титул и ему разрешено именоваться «Демидовым, светлейшим князем Лопухиным», с тем, чтобы фамилия эта присваивалась только старшему в его роде.
- Павел Григорьевич (1809—1858), штабс-ротмистр.
- Анна Григорьевна (181. —1840), фрейлина, с 1834 года замужем за Александром Егоровичем Энгельгардтом (1801—1844), сыном директора Царскосельского лицея.